# Atembreite
Als Atembreite bezeichnet man in der Pneumologie bzw. Orthopädie den Unterschied des Brustumfangs zwischen Ein- und Ausatmung. Dabei wird der 4. Zwischenwirbelraum verwendet und der Wert beim dritten Ein- und Ausatmen gemessen.
Die durchschnittliche Atembreite beträgt acht Zentimeter, ein Wert von unter drei Zentimetern ist aus medizinischer Sicht als kritisch zu betrachten. Bei Spondylitis ankylosans sind Atembreiten von weniger als 2,5 Zentimetern typisch.
Die Atembreite kann auch auf drei weitere Arten gemessen werden:
- Brustatmung: Gemessen unter der Achselhöhle bei herabhängenden Armen. Normalwert: ca. acht Zentimeter.
- Obere Flankenatmung: Gemessen bei Frauen unterhalb der Brustdrüse und bei Männern oberhalb der Mamillarlinie. Normalwert: ca. neun Zentimeter.
- Untere Flankenatmung: Gemessen am unteren Brustkorbrand. Normalwert: ca. elf Zentimeter.